# SS Canberra
Pour les articles homonymes, voir Canberra (homonymie).
Le SS Canberra est un paquebot de croisière britannique de la Peninsular and Oriental Steam Navigation Company (P&O); construit au chantier Harland and Wolff de Belfast (Irlande du nord), qui a navigué entre 1961 et 1973 en tant que paquebot de ligne sur la route australienne de la compagnie (Southampton - Sydney) puis a servi comme paquebot de croisière au sein de la P&O Cruises jusqu'à sa retraite en 1997. Surnommée la Grande baleine blanche, il est le plus gros paquebot de la compagnie et a été l'un des premiers grands paquebots de luxe à la fin du XXe siècle. Il a été réquisitionné en 1982 par la Royal Navy et a servi durant la Guerre des Malouines contre l'Argentine.